# Alexander Niehues
Alexander Niehues (* 1983 in Mainz) ist ein deutscher katholischer Kirchenmusiker und designierter Domkapellmeister am Hohen Dom zu Köln.

## Ausbildung
Alexander Niehues studierte nach dem Abitur Kirchenmusik und Gesangspädagogik an der Hochschule für Musik Mainz bei Gerhard Gnann, Mathias Breitschaft und Ralf Otto. Er führte seine Studien an der Universität für Musik und darstellende Kunst Wien fort. An der Hochschule für Musik Freiburg legte er seinen Master (A-Examen) in Kirchenmusik ab. An der Hochschule für Musik Mainz ergänzte er seine Studien durch einen  Master of Music in Chor- und Orchesterdirigieren bei Ralf Otto.

## Berufstätigkeit
2005 begann er seine Berufstätigkeit als Stellvertreter des Domorganisten am Mainzer Dom. Weitere berufliche Stationen waren die Ingelheimer Kantorei, St. Georgen in Freiburg, die Heilig-Geist-Kirche in Mannheim, St. Lambertus in Düsseldorf und der Bachverein Düsseldorf, dessen künstlerischer Leiter und Dirigent er seit August 2021 ist. 2024 wurde er mit geplantem Dienstbeginn zum 1. September 2025 in der Nachfolge von Eberhard Metternich zum Domkapellmeister des Hohen Doms zu Köln berufen.
Niehues ist seit Mai 2024 als Orgelsachverständiger für das Erzbistum Köln tätig und hat einen Lehrauftrag für Orgelkunde an der Hochschule für Musik und Tanz Köln inne.

## Wettbewerbe und Preise
- Erster Hochschulwettbewerb und Förderpreis der Musikhochschule des Landes Rheinland-Pfalz
- Mendelssohn-Preis der Stadt Frankfurt
- 2010: Kulturstipendium der Zukunftsinitiative des Landes Rheinland-Pfalz von der Villa Musica in Mainz

## Tondokumente
- mit Christine Müller, Jürgen Ochs und Michael Meuser: Freiburger Kantorenbuch zum Gotteslob. Band 2: Ruf vor dem Evangelium. CD, Carus-Verlag-Verlag.